# Улрих фон Закс
Улрих VII фон Закс (на немски: Ulrich VII Freiherr von Sax; * ок. 1462; † 23 август 1538 в дворец Бюрглен на Ланденберг, Тургау) е фрайхер на Закс/Хоензакс в днешна Източна Швейцария, швейцарски дипломат и генерал, главен командир на швейцарската войска (1512 и 1513).

## Произход
Той е син на фрайхер Албрехт IV фон Хоензакс († 1463) и съпругата му Урсула Мьотели († сл. 1500). Внук е на фрайхер Улрих Еберхард IV фон Закс († сл. 1418) и графиня Елизабет фон Верденберг-Зарганс († сл. 1414). Той има една сестра Верена († сл. 1485), омъжена за Ханс фон Брайтенланденберг († 1522).
През 1486 г. той става жител на град Цюрих.

## Фамилия
Първи брак: през 1496/1498 с Агнес фон Лупфен († 1513/1514), вдовица на фрайхер Петер IV фон Хевен († 1484/1498), дъщеря на ландграф Зигмунд I фон Лупфен-Щюлинген († 1494) и Катарина фон Мач († сл. 1484), дъщеря на граф Улрих IX фон Мач (1480 – 1481). Те имат двама сина, за които не се знае нищо.
Втори брак: през август 1514 г. за Хелена фон Шварценберг-Хоенландсберг (* 9 ноември 1495; † сл. 1514), дъщеря на фрайхер Йохан фон Шварценберг (1463 – 1528) и графиня Кунигунда фон Ринек (1469 – 1502), дъщеря на граф Филип II фон Ринек († 1497) и Анна фон Вертхайм-Бройберг († 1497). Те имат един син:
- Улрих Филип фон Хоензакс († 6 март 1585, в замък Бург Форстег), фрайхер на Хоензакс, женен I. за Анна фон Хоенцолерн († 1558), II. пр. 1443 г. за Регина Албрехт († 22 ноември 15??)

Улрих VII фон Закс има от друга връзка един син:
- Мартин Заксер († сл. 1545), женен за Анна фон Цолерн